# إنتف الأكبر
إنتف، الذي يُرافق اسمه عادة ألقاب مثل الأكبر، العظيم (إنتف-عا) أو المولود من إيكو. كان حاكمًا لطيبة خلال عصر الاضمحلال الأول حوالي 2150 قبل الميلاد ويعتبر لاحقًا شخصية مؤسسة الأسرة المصرية الحادية عشرة، التي أعادت توحيد مصر في نهاية المطاف.

## الحكم
لم يكن إنتف الأكبر ملكًا بل كان حاكمًا لطيبة حوالي 2150 قبل الميلاد. وبالتالي كان سيخدم اسميًا إما ملكًا من الأسرة الثامنة أو أحد ملوك إهناسيا من الأسرة التاسعة أو الأسرة العاشرة. كان إنتف الأكبر يسيطر على الأراضي من طيبة إلى أسوان في الجنوب ولا يتجاوز شمالاً قفط، التي كانت تحت سيطرة أسرة أخرى من الحكام. يُعتقد أن إنتف هو والد خلفه على عرش طيبة، منتوحتب الأول.[بحاجة لمصدر]

## الإثباتات

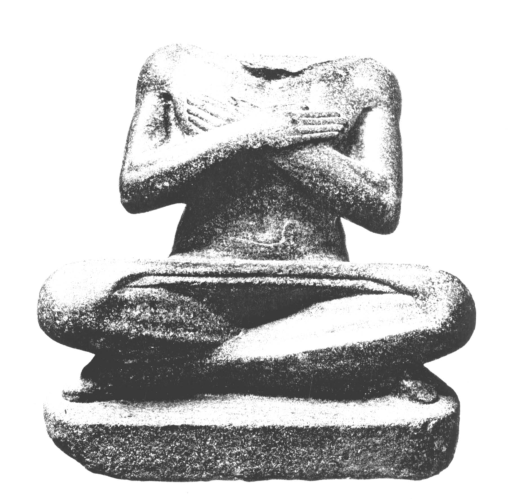
تمثال جالس مكرس من قبل سنوسرت الأول لإنتف الأكبر، هنا ممثل ككاتب.

يبدو أن إنتف الأكبر كان يُعتبر شخصية مؤسسة للأسرة الحادية عشرة بعد وفاته. على سبيل المثال، يظهر اسمه في مصلى الأجداد الملكي (رقم 13) الذي أقيم في الكرنك بواسطة تحتمس الثالث بعد أكثر من 600 سنة من وفاة إنتف. في المصلى، يُمنح إنتف ألقاب إري پعت ("الأمير الوراثي") وحاتي عا ("الباشا")؛ هنا، لا يظهر اسمه داخل خرطوش، وهو من امتيازات الملوك.

من المحتمل أن يكون إنتف الأكبر هو "إنتف-عا المولود من إيكو"، الذي أهدى له سنوسرت الأول تمثالاً جالسًا يمثل إنتف ككاتب:
| إنتف الأكبر | صنعه ملك مصر العليا والسفلى خبر كا رع كأثر له لوالده الأمير إنتف الأكبر [...] المولود من إيكو | إنتف الأكبر |

كان إنتف الأكبر أيضًا موضوعًا للعبادات الخاصة، كما يظهر من اللوحة الخاصة بماعتي، وهو مسؤول صغير في عهد منتوحتب الثاني، والتي توجد الآن في متحف المتروبوليتان للفنون (رقم الجرد 14.2.7). على لوحته يطلب ماعتي أن تُقال صلوات لـ"إنتف الأكبر ابن إيكو".
 قد يُذكر إنتف أيضًا على لوحة جنائزية عُثر عليها في دندرة، ولكن من المحتمل أن تكون مصدرها جبانة طيبة في دراع أبو النجا.:88 هذه اللوحة المجزأة، والتي توجد الآن قطعتاها في ستراسبورغ (رقم الجرد 345) وفلورنسا (رقم الجرد 7595)، تخص مسؤولًا صغيرًا أيضًا يُدعى إنتف، الذي اختاره سيده الأسمى لحضور اجتماع الحكام مكانه.:85-8 تعطي اللوحة إنتف الأكبر لقب "السيد العظيم لمصر العليا"، ومنه استنتج أن الأقاليم الجنوبية لطيبة، التي كانت في السابق معقل عائلة عنختيفي، قد تم غزوها منذ ذلك الحين من قبل التحالف الطيبي-القفطي.:85-6 نسبة هذه اللوحة إلى إنتف الأكبر محل جدل.
نظرًا لأهمية إنتف الأكبر في أعين خلفائه، اقترح آلان جاردنر أن إنتف الأكبر قد ذُكر في وثيقة تورين في العمود 5 السطر 12. يظل هذا تخمينًا لأن هذا الجزء من البردية مفقود تمامًا.

### القبر
اكتشف أوجوست مارييت لوحة لـ"الأمير الوراثي إنتفي" في دراع أبو النجا على الضفة الغربية لطيبة وتوجد الآن في المتحف المصري تحت رقم كتالوج CG 20009.
تظهر اللوحة ألقاب إنتف وتظهر أنه خدم ملكًا غير مسمى:
| إنتف الأكبر | هبة يعطيها الملك إلى أنوبيس، الذي على جبله، والذي في مكان التحنيط، رب الأرض المقدسة، لكي يعطي للأمير الوراثي، الحاتي عا، السيد العظيم لمقاطعة طيبة، الراضي عنه الملك كحارس لبوابة الجنوب، العمود العظيم لمن يجعل أراضيه يعيشون، الكاهن الأكبر المتفاني للإله العظيم إنتفي. | إنتف الأكبر |

يعتقد يورغن فون بيكيراث أن هذه اللوحة كانت لوحة جنائزية لإنتف، وضعت أصلاً في مصلى بالقرب من قبره.